# Fumagilline
Fumagilline (INN) is een antibioticum dat geproduceerd wordt door de schimmel Aspergillus fumigatus. Het werd begin jaren 1950 door de Upjohn Company geïntroduceerd.

## Toepassingen en potentiële toepassingen

### Nosema-infecties van bijen
Fumagilline werd aanvankelijk gebruikt om infecties door de schimmel Nosema apis bij de honingbij te bestrijden. Het wordt voor deze toepassing verkocht onder de merknaam Fumidil B; dit is het dicyclohexylammoniumzout van fumagilline. Chemische bestrijding is evenwel niet meer toegelaten in een aantal landen waaronder België en Nederland.

### Amoebiasis
Fumagilline is ook een amoebicide en is bij mensen gebruikt voor de behandeling van intestinale amoebiasis (infectie door Entamoeba histolytica).

### Microsporidiose
Fumagillin is werkzaam tegen microsporidia-infecties bij mensen. Inwendige microsporidia-infecties komen vaak voor en kunnen fataal zijn bij aids-patiënten. De producent sanofi-aventis heeft van de Europese Commissie de aanwijzing bekomen van fumagilline als weesgeneesmiddel voor de behandeling van diarree bij inwendige microsporidia-infectie in volwassen patiënten met hiv-infectie. De merknaam van sanofi-aventis is Flisint.

### Angiogeneseremmer
Fumagilline en synthetische afgeleide verbindingen van fumagilline zouden ook als angiogeneseremmer bij de behandeling van kanker kunnen functioneren. Zij blokkeren het enzym methionine aminopeptidase 2 (MetAP-2) en remmen zo de vorming van nieuwe bloedvaten.

### Antimalariamiddel
Fumagilline en fumagillinederivaten zijn ook potentiële antimalariamiddelen. Ze blijken bij in-vitro- en in-vivoproeven op de malariaparasiet Plasmodium falciparum eveneens het enzym MetAP-2 te blokkeren en de groei van de malariaparasiet te remmen.